# Autoroute A-72 (Espagne)
Pour les articles homonymes, voir A72.
L'autoroute A-72 est une autoroute espagnole en projet qui relie Monforte de Lemos à Chantada dans la communauté de Galice. 
Elle va relier entre autres l'autoroute A-76 à l'A-56 pour relier par un trajet direct la ville de Ponferrada et le reste de l'Espagne à Lalin et Saint-Jacques-de-Compostelle lorsque la voie rapide Galicienne CG-2.1 entre Chantada et Lalin sera construite[Quand ?]. On pourra donc éviter le détour par La Corogne ou Lugo via les autoroutes A-6 et AP-9 ou A-54
Cette autoroute va faire partie des itinéraires pour le pèlerinage de Saint-Jacques-de-Compostelle.